# Estanys de Tristaina
L'Estanys de Tristaina (in francese: Lacs de Tristagne) è un complesso di tre laghi situato nei pressi della parrocchia andorrona di Ordino.

## Idrografia
I 3 laghi formanti il complesso sono:
- Estany Primer (situato a 2250 m.s.l.m., avente una superficie di 2,1 ettari).
- Estany del Mig (situato a 2287 m s.l.m., avente una superficie di 3 ettari).
- Estany de Més Amunt (situato a 2306 m s.l.m., avente una superficie di 12 ettari).

I 3 laghi hanno come emissario il Rio Tristaina che, nei pressi di El Serrat, confluisce con il Rio Rialb per dare vita al Valira del Nord.

## Orografia
I laghi sono localizzati all'interno del circo glaciale Tristaina e sono dominati dal Pic di Tristaina (2.876 m s.l.m.) sul confine francese.

## Fauna e flora
- Androsace carnea
- Mustela erminea
- Salvelinus fontinalis
- Salmo trutta